# Ламед-хей гиборей Гуш-Эцион
«Ламед-хей гиборей Гуш-Эцион» (ивр. 'ל"ה גיבורי גוש עציון'‎, в переводе с ивр. — «35 героев Гуш-Эцион») — один из многих кораблей, которые пытались нелегально доставить еврейских беженцев в Палестину, находившуюся в то время под британским мандатом. Назван в память отряда Ламед-хей — группы из 35 бойцов из Пальмаха и Хиш, которые вышли из Иерусалима 15 января 1948 года для оказания помощи осаждённому Гуш-Эциону. Отряд был обнаружен и атакован группой вооружённых арабов и все его бойцы погибли.

## История

### Парусник Sylvia Starita
Первоначально корабль назывался «Sylvia Starita», построен в Италии в начале 20-х годов XX века на верфи Виареджо. Это была двухмачтовая шхуна водоизмещением 150 тонн с деревянными бортами. В 30-е годы на шхуне установили 4-цилиндровый дизельный двигатель производства Мерседес мощностью 2200 л.с. при 800 об/мин, а мачты убрали. Корабль принадлежал фирме Марио Старита (Mario Starita), порт приписки Неаполь.

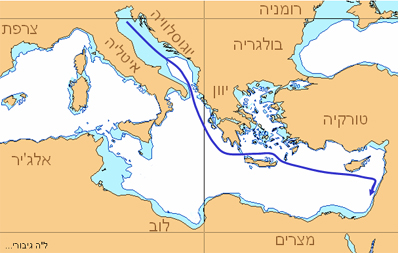
Маршрут плавания корабля нелегальных иммигрантов Ламед-хей гиборей Гуш-Эцион, январь 1948 года

### Корабль репатриантов «Ламед-хей гиборей Гуш Эцион»

#### Приобретение и подготовка к плаванию
Корабль был приобретён организацией Моссад ле-Алия Бет, осуществлявшей нелегальную иммиграцию евреев в Палестину. Закупка производилась с помощью итальянского посредника. На корабле имелась спасательная шлюпка вместимостью 8 человек. В комнате под рулевой рубкой был сооружён тайник для хранения приборов и удостоверений. В помещении для хранения якорной цепи была построена небольшая комнатка, в которой могли прятаться люди.
Для ночёвки в складском помещении в трюме были построены шестиярусные деревянные нары, расположенные от пола до потолка. Пространство нар на одного человека имело ширину и высоту 1 м. Для того, чтобы лечь на нары, надо было подняться по стремянке и вползти внутрь.
Командующим на корабле был Ицхак Ландауер (ивр. יצחק לנדאור‎) по кличке Йитро (ивр. יתרו‎). Радиосвязь между кораблём и отделениями Хаганы в Палестине и в Европе осуществлял Йехиэль Адмони (ивр. יחיאל אדמוני‎), радист подпольной радиосети Хаганы «Гидон». Команда корабля состояла из трёх матросов, капитана и двух опытных механиков, которые уже участвовали в плаваниях Алии Бет.

#### Состав пассажиров
На борту находились 273 нелегальных иммигранта: 179 мужчин и 88 женщин, среди них 12 детей и подростков. Большинство пассажиров были из Венгрии и Румынии и являлись членами сионистских движений: 49 человек — Ихуд, 47 — Ха-шомер ха-цаир, 45 — Дрор, 
42 — Ха-Боним, 21 — Гордония, 7 — Мизрахи.
Иммигранты прибыли из лагеря перемещённых лиц в Австрии, из Американской зоны оккупации Германии, а некоторые выходцы из Венгрии прибыли из Швеции. Сначала их перевезли в лагерь для нелегальных иммигрантов в Италии, а оттуда на поезде в Венецию, куда они прибыли 14 января 1948 года. В ночное время иммигрантов на двух моторных лодках переправили на корабль, который стоял на якоре в канале Пелестрина в одной из лагун Венеции, в 12 милях от города.

#### Плавание
Отплытие планировалось на вечер следующего дня, однако было отложено из-за задержек с оборудованием корабля и опоздания некоторых иммигрантов. Кроме того, таможенная служба Венеции задержала грузовики с продуктами, поставляемыми американской благотворительной организацией Джойнт и предназначенными для пассажиров этого корабля, утверждая, что продукты будут проданы на чёрном рынке. Эта проблема была решена благодаря вмешательству Ады Серени, хорошо знакомой с высокопоставленными членами правительства Италии.
Когда корабль был готов к отплытию и начал выходить из канала, он сел на мель и пришлось вызвать два буксирных катера, которые только вместе смогли снять его с мели. В результате корабль отплыл из Венеции только 17 января 1948 года. Всё время от посадки иммигрантов на корабль и до выхода в открытое море двери и окна склада были закрыты брезентом, в результате чего в помещении было жарко и душно, несмотря на холодное время года. Когда пассажирам, наконец, разрешили выйти на палубу, многие были в полуобморочном состоянии. Во время плавания в Адриатическом море погода была хорошей, пассажиры могли выходить на палубу и возвращаться на свои нары в складском помещении когда хотели. Еду раздавали на палубе, в основном сухари. Там же раздавали пресную воду, по одной фляжке на человека на все нужды.
Планировался следующий маршрут плавания корабля: канал Пелестрина, Адриатическое море, вдоль западного берега Италии, Залив Манфредония, пролив Отранто, Эгейское море, Пелопоннес, греческие острова, Коринфский перешеек, Крит, Карпатос, Мыс Гата, Лимасол, Бейрут, Нагария. По мере пути маршрут несколько раз менялся из-за бурь и сноса корабля. Команде и сопровождающим приходилось противостоять сильным штормам; несколько раз возникали поломки двигателя, на устранение которых требовалось время. Плавание затянулось дольше запланированного времени, что привело к ухудшению условий жизни иммигрантов из-за уменьшения количества пищи и воды. Был план встретиться с кораблём «Рондин», на котором уже перевозили иммигрантов ранее, переправить на него иммигрантов и вернуться в Италию, но осуществить этот план не удалось из-за различных поломок.

#### Столкновение с английским эсминцем
29 января на корабле было получено телеграфное сообщение от Хаганы: «Не оказывать сопротивления в море. Оказывать пассивное сопротивление в порту в случае угрозы депортации на Кипр». Утром 31 января 1948 года, когда корабль находился в окрестностях острова Кипр, над ним на малой высоте появился самолёт ВВС Великобритании. Как только самолёт был замечен, всем пассажирам велели спуститься в трюм, все отверстия на корабле закрыли, чтобы иммигрантов не было видно снаружи, и подняли турецкий флаг. Однако через несколько часов к кораблю подошёл британский эсминец Чайлдерс и стало ясно, что планы корабля раскрыты. Иммигранты вышли на палубу, где был спущен флаг Турции и прошла волнующая церемония поднятия бело-голубого флага с пением гимна сионистского движения «Ха-Тиква».
Через некоторое время с другого борта подошёл ещё один эсминец, и корабль иммигрантов оказался между ними, как лилипут между великанами. Кораблю не дали возможности продолжить плавание в сторону Хайфы: 1 февраля британские солдаты поднялись на палубу и заставили пассажиров перейти на судно, предназначенное для депортации. Вокруг всех палуб этого судна был высокий забор из колючей проволоки, что вызывало у иммигрантов ассоциации с концлагерем. На этом судне иммигрантов, а также командира Ицхака Ландауера и связиста Йехиэля Адмони переправили в Лагерь интернированных на Кипре. Через две недели Йехиэлю Адмони и нескольким нелегальным иммигрантам удалось, с помощью поддельных сертификатов, покинуть лагерь и добраться до Палестины на корабле «Арца».